# Titularbistum Sejny
Sejny ist ein Titularbistum der römisch-katholischen Kirche. Es geht zurück auf einen 1818 von Wigry verlegten Bischofssitz in der Stadt Sejny in Polen, welcher 1925 nach Łomża verlegt wurde. Der Bischofssitz war der Kirchenprovinz Warmia zugeordnet.
| Titularbischöfe von Sejny |                                                    |                       |               |     |
| Nr.                       | Name                                               | Amt                   | von           | bis |
| 1                         | Jan Romeo Pawłowski Titularerzbischof pro hac vice | Apostolischer Nuntius | 18. März 2009 |     |